# Jerzy Zborowski
Jerzy Eugeniusz Zborowski, ps. „Jeremi”, „Jurek”, „Jurek Kowalski”, „Kajman Okularnik”, „Jurek Żoliborski” (ur. 26 lipca 1922 w Warszawie, zm. po 22 września 1944 tamże) – harcmistrz, porucznik piechoty rezerwy Armii Krajowej, dowódca batalionu „Parasol” podczas powstania warszawskiego.

## Młodość
Syn Eugeniusza, urzędnika i Heleny Kutnik. Od 1934 uczył się w Gimnazjum Państwowym im. Adama Mickiewicza, a od 1936 w Gimnazjum Państwowym im. ks. Józefa Poniatowskiego.

## Działalność konspiracyjna
W czasie okupacji mieszkał w domu SBM Członków Stowarzyszenia Urzędników Państwowych przy ul. Gdańskiej 2. Po otrzymaniu świadectwa dojrzałości na tajnych kompletach w Gimnazjum im. ks. Józefa Poniatowskiego w 1940, od następnego roku studiował w Państwowej Szkole Budowy Maszyn (działającej jawnie w miejsce Państwowej Wyższej Szkoły Budowy Maszyn i Elektrotechniki im. H. Wawelberga i S. Rotwanda). W konspiracji od 1940, wciągnięty przez Stanisława Huskowskiego do „PET-u” (organizacji młodzieżowej o charakterze samokształceniowo-wychowawczym kierowanej przez Stanisława Leopolda), wkrótce został przywódcą jej koła żoliborskiego. Uczestniczył także w akcjach Organizacji Małego Sabotażu „Wawer”.

### Akcja megafonowa
3 maja 1943 wziął udział w akcji megafonowej, której – obok Stefana Rodkiewicza „Lecha” i Bronisława Pietraszewicza „Lota” – był jednym z inicjatorów. Chłopcy wykorzystali zainstalowane przez Niemców megafony, przez które codziennie nadawano propagandowe komunikaty wojenne i zarządzenia władz okupacyjnych. Przez odpowiednie przełączenia i zorganizowanie „studia” w mieszkaniu Jerzego Merle przy ul. Krasińskiego 6 nadano na pl. Wilsona krótkie przemówienie do Polaków, polskie marsze wojskowe i Rotę, co wzbudziło radość gromadzących się ludzi, poruszenie wśród Niemców oraz oddźwięk w całej Warszawie.

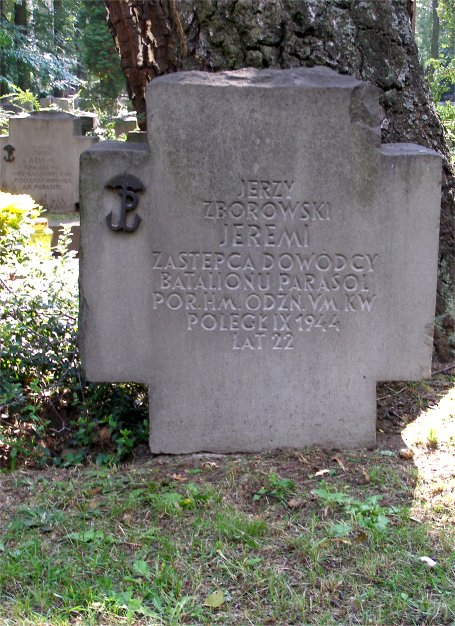
Symboliczny grób Zborowskiego na Cmentarzu Wojskowym na Powązkach w Warszawie

### Szare Szeregi
Kiedy późną jesienią 1942 wychowankowie „Petu” przeszli do nowo utworzonych Grup Szturmowych „Szarych Szeregów” (sama organizacja została rozwiązana w maju 1943) Zborowski został drużynowym drużyny „CR-500”, utworzonej przez dawne koło żoliborskie „PET-u”, w hufcu „Centrum”, dowodzonym przez Tadeusza „Zośkę” Zawadzkiego. Używał tu pseudonimów „Jurek” i „Jurek Kowalski”.
- 2 lutego 1943 obok „Zośki” i „Rudego” uczestniczył w ewakuacji mieszkania Jana Błońskiego przy ul. Brackiej 23.
- 26 marca 1943 w głośnej akcji pod Arsenałem był kierowcą samochodu, którym ewakuowano odbitego z rąk Gestapo „Rudego” i rannego w akcji „Buzdygana”.
- 20 maja 1943 brał udział w akcji w Celestynowie.
- 26 czerwca 1943 dowodził akcją na pociąg pospieszny pod Gołębiem na linii Dęblin-Lublin i za to rozkazem komendanta Kedywu KG AK płk. „Nila”, z 2 sierpnia 1943 został mianowany starszym strzelcem.

Po ukończeniu kursu podharcmistrzowskiego otrzymał 15 sierpnia stopień podharcmistrza (ps. instruktorski „Kajman Okularnik”).

### Agat i Pegaz
W sierpniu 1943 odkomenderowany wraz ze „starszą” drużyną „CR-500” do tworzonego „Agatu” – „Pegaza” – „Parasola” (trzeciej wydzielonej kompanii OS „Jerzy” – późniejszego baonu „Zośka”). Miał to być oddział specjalny do walki z Gestapo (stąd kryptonim: „Agat” – Anty Gestapo). W ramach rozpoznania przyszłych terenów starć latem 1943 „Jeremi” sporządził wykaz dyslokacji oddziałów Schutzpolizei i Gestapo w Warszawie. Formalnie został mianowany rozkazem por. Ryszarda Białousa ps. „Jerzy” z 1 września dowódcą kompanii, ale faktycznie był od września 1943 zastępcą dowódcy „Agatu” – kpt. „Pługa” Adama Borysa. W związku z pełnieniem tej funkcji (z końcem września 1943?) mianowany podporucznikiem czasu wojny ze starszeństwem z dniem 11 listopada 1943. Jednocześnie do listopada 1943 dowódca I plutonu kompanii „Agat”. W „Agacie”, „Pegazie” i „Parasolu” używał pseudonimu „Jeremi”.
- 7 września 1943 dowodził likwidacją SS-oberscharführera Franza Bürkla, znanego z okrucieństwa funkcjonariusza Pawiaka.

Od października 1943 do maja 1944 wykładowca minerki i taktyki dywersji oraz starszy grupy instruktorów na kursie „Aniela” w Szkole Podchorążych Rezerwy Piechoty „Agricola”. W kwietniu/maju 1944 był tam członkiem komisji egzaminacyjnej. Jednocześnie w pierwszej połowie tego roku kierował kursem dokształcającym dla instruktorów spadochronowych.
- 1 lutego 1944 po akcji na SS-brigadeführera Franza Kutscherę dowodził ewakuacją dwóch rannych („Lota” i „Cichego”) ze Szpitala Przemienienia Pańskiego
- 4 kwietnia 1944 dowodził akcją na pośpieszny pociąg urlopowy pod Płochocinem na linii Warszawa – Poznań.
- 11 lipca 1944 był obserwatorem akcji na SS-obergruppenführera Wilhelma Koppe. W czasie odwrotu, po zranieniu „Rafała” (Stanisław Leopold) w starciu z Niemcami pod Udorzem, objął dowodzenie nad zespołem.

15 sierpnia 1944 mianowany harcmistrzem.

### Powstanie warszawskie
W czasie powstania warszawskiego nadal zastępca dowódcy „Parasola”, po ciężkim zranieniu kpt. „Pługa” 6 sierpnia 1944 objął dowodzenie batalionem. Pod jego komendą „Parasol” przeszedł cały szlak bojowy Zgrupowania „Radosław”: Wola, Stare Miasto, Czerniaków.
22 sierpnia 1944 na wniosek dowódcy Grupy „Północ” płk. „Wachnowskiego” mianowany porucznikiem rezerwy.
W czasie walk powstańczych trzykrotnie ranny: lekko 12 sierpnia 1944 (Stare Miasto), ciężko – 31 sierpnia 1944 ul. Bielańska – próba przebicia do Śródmieścia, ponownie ciężko ranny 14 września 1944 na ul. Ludnej i niedługo potem 23 września 1944 ujęty przez Niemców wraz z innymi rannymi żołnierzami Zgrupowania „Radosław” i „Kryska”. Wyniesiony na noszach z Czerniakowa w rejon siedziby Gestapo w al. Szucha 25, tam widziany po raz ostatni (według innych relacji widziany także w okolicy pl. Narutowicza).
Oficjalnie uznany za zaginionego – jego ciała nigdy nie znaleziono (zamordowany w nieznanych okolicznościach). Jego żona Janina z domu Trojanowska (1923-1944), ps. „Nina” (małżeństwo zawarli 17 sierpnia 1944 na Starówce), córka gen. Mieczysława Trojanowskiego, członkini „PETu” i żołnierz „Parasola” w stopniu kaprala, ciężko ranna na Starym Mieście, została ujęta razem z mężem i również zaginęła – prawdopodobnie zastrzelona i spalona w rejonie siedziby Gestapo w al. Szucha.

## Ordery i odznaczenia
- Krzyż Srebrny Orderu Virtuti Militari[1]
- Krzyż Oficerski Orderu Odrodzenia Polski – pośmiertnie 13 października 2023[3]
- Krzyż Walecznych dwukrotnie – 1943 i 1944[1]
- Złoty Krzyż Zasługi z Mieczami[1]